# Baltimore Sportif Club
Maillots
Le Baltimore Sportif Club est un club de football haïtien basé à Saint-Marc. Ayant remporté quatre titres nationaux, le club est considéré comme l'un des meilleurs du championnat haïtien.

## Historique
- 1974 : fondation du club

## Palmarès
- Championnat d'Haïti (4) :
  - Vainqueur en 2005 (F), 2005-2006 (O), 2007 (O) et 2011 (O)